# 塞克斯魯日山 (伯恩山)
46°19′36.2″N 7°12′14.4″E / 46.326722°N 7.204000°E

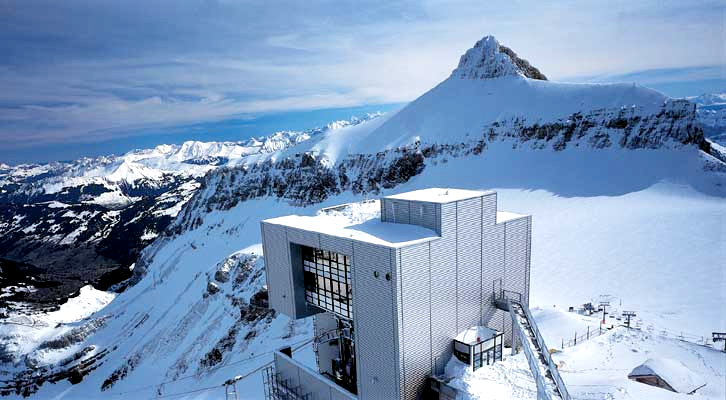

塞克斯魯日山（Sex Rouge），是瑞士的山峰，位於該國西部，由沃州負責管轄，屬於伯恩山的一部分，距離伯爾尼70公里，海拔高度2,971米，每年平均降雨量1,395毫米。